# Just Human Tour
Die Just Human Tour war eine Tournee der R&B-Sängerin Brandy, welche zwischen Juni 2008 und November 2009 stattfand um ihr fünftes Studioalbum Human zu promoten.

## Überblick
Zum ersten Mal nach zehn Jahren begab sich Brandy wieder auf Welttournee, der Human World Tour. Nach einigen Auftritten begann die eigentliche Tour am 5. Dezember 2008 mit einem Unplugged-Konzert, welches als TV-Special unter dem Namen Brandy: Just Human live auf Black Entertainment Television ausgestrahlt wurde. Hier gab sie neben ihrer zwei Singles Right Here (Departed) und Long Distance, weitere Hits wie Full Moon, What About Us? oder Almost Doesn’t Count zum Besten. Weitere Auftritte absolvierte sie im selben Monat in den Vereinigten Staaten mit Gastmusikern wie unter anderem Jay-Z, Ray J, Yung Berg, Jadakiss und Ne-Yo. Im Februar des nächsten Jahres 2009 trat sie weitere Male in den USA auf, wie zum Beispiel auch an einem Valentinstags-Konzert in Reno.
Der zweite Abschnitt der Tour wurde durch ein Konzert am 16. April in Montevallo eingeläutet. Nach einer weiteren US-Show tourte sie zwischen dem 7. Mai und dem 27. Mai fast täglich durch Europa und Asien, einschließlich Skandinaviens, der britischen Inseln, der Schweiz, Belgiens, Frankreichs, der Niederlande, und Japans. Als Vorbands in Europa agierten die irische Band Bell X1 und die norwegische Sängerin Samsaya. Im Juni kehrte sie für vier weitere Konzerte in die Heimat USA zurück. Das letzte Konzert dort war in Okmulgee am 19. Juni. Ein weiteres Zusatzkonzert hielt sie in Port Harcourt, Nigeria am 14. November.
Das Tour-Programm besteht aus einfachen, nichtdramatischen Bühnenauftritten. Jedoch wurden einige Songs von Brandy neu arrangiert wie bspw. ein Medley ihrer Erfolgsalben Never Say Never (1998) und Brandy (1994), welches veränderte Live-Versionen von u. a. The Boy Is Mine, Top of the World und I Wanna Be Down enthält. Außerdem kreierte ihre Band speziell für die Shows in Europa ein neues Intro mit dem Titel Can You Feel Me? um dem Publikum einzuheizen. Auf der Setlist finden sich lediglich drei Songs aus Human: Die Singles Right Here (Departed) und Long Distance sowie der Mid-Tempo-Song Torn Down.

## Setlist

### Vereinigte Staaten
1. What About Us?
2. Full Moon
3. Long Distance
4. Almost Doesn’t Count
5. Right Here (Departed)
6. Torn Down
7. Afrodisiac
8. Best Friend
9. I Wanna Be Down
10. Baby
11. The Boy Is Mine

### Europa und Japan
1. Can You Feel Me? (Intro)
2. Afrodisiac
3. Who Is She 2 U
4. Talk About Our Love
5. What About Us?
6. Full Moon
7. Almost Doesn’t Count
8. Brandy/Never Say Never Medley
  1. Top of the World
  2. Best Friend
  3. I Wanna Be Down
  4. Baby
  5. The Boy Is Mine
9. Torn Down
10. Long Distance
11. Have You Ever?
12. Right Here (Departed)

## Vorgruppen
- Colby O’Donis
- Ray J
- Bell X1
- Samsaya

## Tourdaten
| Datum             | Stadt            | Land                   | Veranstaltungsort         |
| ----------------- | ---------------- | ---------------------- | ------------------------- |
| Nordamerika       |                  |                        |                           |
| 21. Juni 2008     | Los Angeles      | Vereinigte Staaten     | Convention Center         |
| 27. Oktober 2008  | Boston           | Vereinigte Staaten     | TD Banknorth Garden       |
| 5. Dezember 2008  | Nashville        | Vereinigte Staaten     | War Memorial Auditorium   |
| 8. Dezember 2008  | New York City    | Vereinigte Staaten     | Madison Square Garden     |
| 10. Dezember 2008 | Washington, D.C. | Vereinigte Staaten     | BET studios               |
| 12. Dezember 2008 | New York City    | Vereinigte Staaten     | Madison Square Garden     |
| 14. Dezember 2008 | Camden           | Vereinigte Staaten     | Susquehanna Bank Center   |
| 18. Dezember 2008 | Austin           | Vereinigte Staaten     | Vicci                     |
| 2. Februar 2009   | Athens           | Vereinigte Staaten     | Templeton                 |
| 7. Februar 2009   | Ohio             | Vereinigte Staaten     | Ohio University           |
| 14. Februar 2009  | Reno             | Vereinigte Staaten     | Grand Sierra Resort       |
| 16. Februar 2009  | Atlanta          | Vereinigte Staaten     | Grant Park                |
| 12. März 2009     | San Antonio      | Vereinigte Staaten     | Six Flags Fiesta Texas    |
| 16. April 2009    | Montevallo       | Vereinigte Staaten     | University of Montevallo  |
| 19. April 2009    | Phoenix          | Vereinigte Staaten     | Telewest Arena            |
| Europa            |                  |                        |                           |
| 7. Mai 2009       | London           | Vereinigtes Königreich | indigO2                   |
| 8. Mai 2009       | Paris            | Frankreich             | Bataclan                  |
| 9. Mai 2009       | Amsterdam        | Niederlande            | Paradiso                  |
| 10. Mai 2009      | Brüssel          | Belgien                | Ancienne Belgique         |
| 11. Mai 2009      | Clermont-Ferrand | Frankreich             | Bbox Club                 |
| 12. Mai 2009      | Basel            | Schweiz                | Grand Casino Basel        |
| 13. Mai 2009      | Kopenhagen       | Dänemark               | Vega                      |
| 14. Mai 2009      | Göteborg         | Schweden               | Tradgårn                  |
| 15. Mai 2009      | Oslo             | Norwegen               | Rockefeller               |
| 16. Mai 2009      | Malmö            | Schweden               | KB                        |
| Asien             |                  |                        |                           |
| 25. Mai 2009      | Tokio            | Japan                  | Billboard Live            |
| 26. Mai 2009      | Tokio            | Japan                  | Billboard Live            |
| 27. Mai 2009      | Tokio            | Japan                  | Billboard Live            |
| 29. Mai 2009      | Osaka            | Japan                  | Billboard Live            |
| 30. Mai 2009      | Osaka            | Japan                  | Billboard Live            |
| Nordamerika       |                  |                        |                           |
| 13. Juni 2009     | Milwaukee        | Vereinigte Staaten     | Summerfest Grounds        |
| 13. Juni 2009     | Milwaukee        | Vereinigte Staaten     | Henry Maier Festival Park |
| 14. Juni 2009     | San José         | Vereinigte Staaten     | Guadalupe River Park      |
| 19. Juni 2009     | Okmulgee         | Vereinigte Staaten     | Muscogee Nation Festival  |